# Менаџмент помоћу циљева
Менаџмент помоћу циљева (МПЦ), такође познат и као менаџмент помоћу резултата (МПР) први пут помиње Питер Друкер, 1954. године, у књизи „Менаџмент у пракси“.Менаџмент помоћу циљева је процес дефинисања специфичних циљева у склопу организације, које менаџмент преноси запосленима, након чега дефинише начин на који ће постићи те циљеве. Овакав начин управљања омогућава менаџерима да за посао који треба обавити корак по корак, обезбеде смирено, али и продуктивно окружење. Такође, омогућава члановима организације да након сваког оствареног циља сагледају своја достигнућа, што даље подстиче позитивну пословну атмосферу и осећај успеха. Важан део МПЦ-а је мерење и поређење перформанси које запослени постижу и постављених стандарда унутар организације. У основи, када су запослени укључени у постављање циљева и одређивање правца деловања ради постизања истих, већа је вероватноћа да ће испунити задате обавезе. Према Џорџу С. Одиорну, систем менаџмента помоћу циљева се може описати као процес, где надређени и подређени учествују у дефинисању заједничких циљева, одређујући главне области одговорности сваког појединца у погледу резултата који се очекују од њега или ње, и користећи ове мере као смернице за управљање јединицом и процену доприноса сваког појединачног члана.

## Историја
Питер Друкер је први пут употребио термин “Менаџмент помоћу циљева” 1954. године у својој књизи The Practice of Management. Основне идеје МПЦ-а нису оригинално Друкерове, оне су настале другим менаџмент праксама како би креирале комплетан "систем". Идеја се ослања на многе идеје које су представљене у есеју Мери Паркер Фолет 1926, “The Giving of Orders”.
Након што су термин и идеја изнете, Друкеров студент, Џорџ Одиорн је наставио да развија идеју у његовој књизи “Management Decisions by Objectives”, која је објављена средином 60-их. Компаније, попут Хјулет-Пакард-a, које су популаризовале МПЦ, сматрају да је то довело до њиховог успеха.

## Концепт и оквир
Управљање помоћу циљева је у основи процес у ком послодавци/супервизори покушавају да управљају њиховим подређенима представљајући им скуп специфичних циљева које и запослени и компанија треба да достигну у блиској будућности и сходно томе раде на достизању тих циљева.
Пет корака:
1. Преглед циљева организације
2. Постављање циљева запослених
3. Праћење напретка
4. Евалуација
5. Награда

## Карактеристике и предности
Принцип МПЦ-а јесте да запослени јасно разумеју своје улоге и одговорности које су им задате, како би схватили на који начин су њихове активности повезане са достигнућима које утичу на остварење циљева компаније. МПЦ такође наглашава значај испуњавања личних циљева сваког запосленог појединца.
Заговорници тврде да предности МПЦ-а укључују:
1. Мотивацију – укључивање запослених у читав процес постављања циљева и њиховог оснаживања. Ово повећава задовољство у послу и приврженост чланова организације.
2. Бољу комуникацију и координацију – Чести осврти и интеракције између надређених и подређених помажу у одржавању хармоничних односа у организацији, као и у решавању проблема.
3. Јасноћу циљева.
4. Подређени имају већу посвећеност према циљевима које они поставе него према оним који су им наметнути од стране других.
5. Менаџери морају осигурати да су циљеви подређених повезани са циљевима организације.
6. Заједнички циљ организације представља уједињујући, управљачки принцип менаџмента.

## Примена у пракси
Постоји веома велики број начина за управљање циљевима. У организацији или послу појединац мора пронаћи циљ на који ће се усмерити. Многе значајне компаније су примењивале МПЦ. Менаџмент компјутерске компаније Хјулет-Пакард је изјавио да је та политика управљања имала велики утицај на њен успех. Многе корпорације, као што су Зирокс, ДуПонт, Интел  и друге, хвале ефективност МПЦ-а. Компаније које примењују МПЦ често имају већу стопу продаје и продуктивност организације. Циљеви могу бити постављени у свим доменима активности, као што су производња, маркетинг, услуге, продаја, ИР (истраживање и развој), људски ресурси, финансије и информациони системи. Неки циљеви су колективни, док су други постављени од стране појединаца. И једни и други чине да задатак који је постављен буде достижан и омогућава запосленима да сагледају шта и како треба урадити.
У концепту МПЦ-а менаџери одређују мисију и статегијске циљеве предузећа. Циљеви које поставља топ менаџмент компаније су базирани на анализи шта организација може и треба да оствари у неком одређеном периоду. Функције овог нивоа менаџмента могу бити централизоване одређивањем менаџера пројекта, који би надгледао и контролисао активности различитих одељења. Уколико је тако нешто неизводљиво или непожељно, допринос сваког менаџера циљу компаније требало би да буде јасно дефинисан.
У многим великим јапанским корпорацијама, почевши од краја 1990.-их МПЦ је био базиран на „систему заслуга заснованом на перформансама“ (seika-shugi), који је користио јасне нумеричке циљеве мерећи перформансе, насупрот претходном јапанском систему, који није користио конкретизоване уговоре.
Циљеви се морају квантификовати и контролисати. За успостављање релевантних циљева и за праћење “мера достигнућа” на објективан начин потребни су поуздани системи управљања информацијама. Бонуси су често повезани са резултатима проналажења циљева.
S.M.A.R.T циљеви су повезани са процесом постављања циљева у овом концепту. Карактеристике S.M.A.R.T циљева су:
1. Специфичност (енг. specific) – циљање одређеног подручја које треба побољшати.
2. Мерљивост (енг. measurable) – квантификовање или предлагање индикатора напретка.
3. Преносивост (енг. аssignable) – одређивање извршиоца задатка.
4. Реалистичност (енг. realistic) – формулисање резултата који се могу реализовати, уз ресурсе које компанија поседује.
5. Временско ограничење (енг. time-bound) – конкретизовање периода у ком се циљеви могу реализовати.[14]

Афоризам „шта се може измерити, може се и урадити“, сврстава се у филозофију МПЦ-а.

## Аргументи против
МПЦ је имао своје критичаре и посебну пажњу добио од В. Едварда Деминга, који је тврдио да недостатак разумевања система обично доводи до погрешног коришћења циљева. Такође, Деминг је тврдио да ће постављање циљева производње охрабрити запослене да испуне исте коришћењем било каквих средстава, што обично резултује лошим квалитетом. 
Седми Демингов кључни принцип охрабрују менаџере да напусте циљеве у корист руководства(лидерства), јер је он сматрао да ће вођа, који разуме систем пре упутити запослене на одговарајуће решење, него на стриктно праћење циљева. Деминг је такође истицао да је Друкер упозорио менаџере да је потребан систематски поглед и сматрао је да је Друкерово упозорење у великој мери незапажено међу присталицама МПЦ-а.
Постоји неколико ограничења на претпостављену основу, на којој се заснива утицај менаџмента помоћу циљева, укључујући: 
1. Претерано наглашавање постојања циљева над планом рада као покретача успеха
2. Недовољно наглашавање важности окружења или контекста у коме су циљеви постављени

Тај контекст обухвата све, од доступонсти и квалитета ресурса, до релевантних односа између руководства и стејкхолдера. Као пример контекстуалног утицаја менаџерског преузимања, у свеобухватном прегледу тридесетогодишњег истраживања менаџмента помоћу циљева објављеном 1991. године, Роберт Роџерс И Џон Хантер су закључили да су компаније, чији је ЦЕО показао велику посвећеност управљању помоћу циљева у просеку повећале продуктивност за 56%. Компаније, чији је генерални директор показао мању посвећност менаџменту помоћу циљева су оствариле пораст продуктивности за само 6%.
Када организација овај приступ не постави, усклади или уреди добро, дешава се да запослени који су оријентисани на сопствене циљеве буду склони изобличењу резултата и лажном представљању достигнућа краткорочних циљева. У том случају, менаџмент помоћу циљева може бити контрапродуктиван.

## Новија истраживања
Менаџмент помоћу циљева се и даље примењује, са акцентом на планирање и развој помагања различитим организацијама. Новија истраживања су усмерена ка специфичним индустријама, проналажењем примене МПЦ-а за сваку од њих. Уз то, након критика оригиналног приступа МПЦ-а, нови концепт је уведен 2016, са циљем његове обнове. Назван је ОПТИМАЛНИ МПЦ и у њему су садржане следеће компоненте:
1. Циљеви, спољни приступ
2. Профитни циљеви
3. Постављање циљева
4. Подстицај и утицај
5. Мерење
6. Споразум, одговорност, процена, захвалност
7. Подршка руководства [21]

Иако се овај концепт и данас користи, он може имати различита имена – слова МПЦ су изгубила своје основно значење, а планирање будућности све више постаје пракса.